# Magnetostricción

Ejemplo de magnetostricción. Donde el campo magnético externo es representado por la flecha gris.

Se denomina magnetostricción a la propiedad de los materiales ferromagnéticos que hace que estos cambien de forma al encontrarse en presencia de un campo magnético. Las vibraciones en forma de sonido son causadas por la frecuencia de las fluctuaciones del campo. Este fenómeno es parte de la causa de que se encuentren vibraciones de 100 Hz o 120 Hz en máquinas eléctricas como motores y transformadores.
Es una propiedad de los materiales ferromagnéticos de cambiar de forma en presencia de campos magnéticos. Para generar electricidad se utiliza la magnetostricción inversa, la aplicación de compresión cambia el flujo magnético lo que según la ley de Faraday induce un campo eléctrico.
El efecto fue identificado por el científico James Prescott Joule en 1842 cuando observaba níquel puro

## Explicación
Internamente, los materiales ferromagnéticos tienen una estructura que está dividida en dos dominios, cada uno de los cuales es una región polarizada magnéticamente. Cuando un campo magnético es aplicado, las fronteras entre los dominios cambian y los dominios rotan, estos dos efectos se ven reflejados en el cambio dimensional del material. El efecto recíproco es el cambio de la susceptibilidad (respuesta a un campo magnético) de un material cuando está sujeto a deformación mecánica, se le llama efecto Villari o Efecto magnetostrictivo inverso. Otros dos fenómenos están íntimamente relacionados con la magnetoestricción: el Efecto Matteucci, el cual consiste en la creación de una anisotropía helicoidal de la susceptibilidad de un material magnetoestrictivo cuando está sujeto a un par, y el Efecto Wiedemann, que se manifiesta en la torsión de este tipo de materiales cuando un campo magnético helicoidal se aplica en ellos. 
La inversión de Villari es el cambio en el signo de la magnetoestricción del hierro de positivo a negativo cuando es expuesto a campos magnéticos de aproximadamente 40,000 A/m (500 Oersted).

## Materiales magnetostrictivos

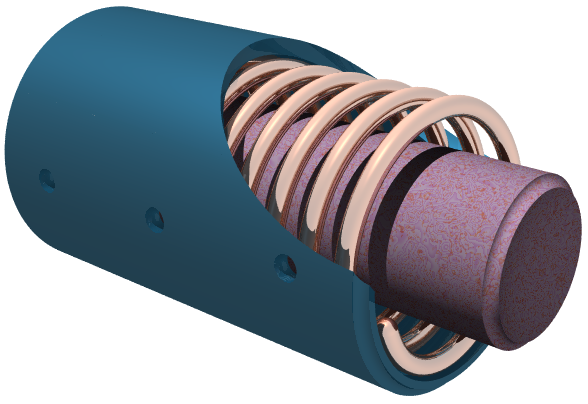
Corte transversal de un transductor el cual contiene: material magnetostrictivo (interior), la bobina de magnetización, y la carcasa magnética que completa el circuito magnético (en el exterior).

Los materiales magnetostrictivos pueden convertir la energía magnética en energía cinética, o al revés, y se usan en la construcción de actuadores y sensores. La propiedad puede ser cuantificada mediante el coeficiente de magnetostricción, L, el cual es el cambio fraccional en longitud cuando la magnetización del material aumenta desde cero hasta el valor de saturación. Este efecto es el responsable del "zumbido" que se puede oír cerca de los transformadores y dispositivos de alta potencia eléctrica (según el país, pueden ser de 100 o 120 hertz, además de armónicos).
El cobalto exhibe la mayor magnetostricción a temperatura ambiente de todos los elementos puros, llegando a 60 partes por millón (es decir 6,0×10-5 m/m), entre las aleaciones, la mayor magnetostricción conocida hasta el momento la presenta el Terfenol-D (una aleación de terbio, disprosio y hierro), la cual ha mostrado una magnetostricción de 2000 partes por millón (0.002 m/m) en un campo de 160 kA/m a temperatura ambiente y es el material más comúnmente usado en aplicaciones magnetostrictivas.
Otro material magnetostrictivo muy común es la aleación amorfa Fe81Si3.5B13.5C2, cuyo nombre comercial es Metglas 2605SC, este material tiene la cualidad de una alta constante de saturación magnetostrictiva,  λ.